# 김희진 (1971년)
김희진(金喜珍, 1971년 ~ )은 대한민국의 여자 농구 선수로, 3점슛 전문 슈터였다.
1990년 마산여자고등학교를 졸업하고 실업팀 국민은행에 입단했다. 당시 지명 순위는 한현에 이어 두 번째라 크게 주목받지 못했으나, 슈팅에 대한 잠재력을 인정받아 초년 시절부터 장거리슛 전문 슈터로 활용되었다. 드리블이나 패스웍은 슛에 비해 상대적으로 약한 편이었다.
1993년 1월 8일, 농구대잔치 중 태평양화학과의 경기에서 3점슛 12개로 한경기 최다 3점슛 기록을 세웠다. 당시까지의 기록은 이충희와 우지원이 갖고 있던 10개였다.

## 경력
- 마산여자고등학교
- 국민은행

## 참고자료
- “신예 김희진 슛쟁이 "개화" - 한게임 3점포 12개 대기록”. 중앙일보. 1993년 1월 9일. 17면면.